# Le capitalisme comme religion

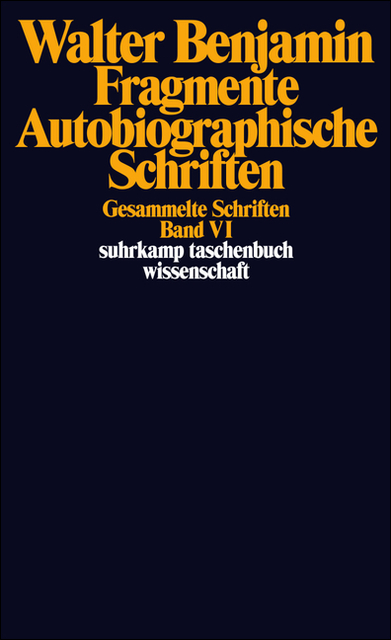
Couverture de la version en allemand en 1985

Le capitalisme comme religion (en allemand : Kapitalismus als Religion) est un fragment inachevé de Walter Benjamin (1892-1940), écrit en 1921. Il est publié en 1985. Il est lié aux premières ébauches de Benjamin sur la théorie politique et sociale, sur la religion, sur la théorie de l'histoire.
Dans un des fragments, Benjamin soutient que le capitalisme doit être considéré comme une religion et non comme  uniquement un système économique caractérisé par la dynamique d'accumulation du capital. Cette thèse réfute l'idée bien connue de Max Weber sur le fait que l'émergence du capitalisme était en partie liée au développement de l'éthique protestante et l'esprit du capitalisme. Benjamin ne donne pas de définition précise à ce sujet, mais met en évidence les principales caractéristiques de la religion capitaliste : sa radicalité en tant que culte pur sans dogmes, sa durée permanente et son intention de placer en avant la culpabilité plutôt que l'expiation. Polémiquant avec Max Weber, Benjamin caractérise l'attitude du capitalisme vis-à-vis du christianisme comme parasitaire.
L'auteur utilise l'allégorie et la métaphore tout en donnant une place centrale au concept de Schuld (la faute, mais aussi la dette, en allemand), dans différents contextes soit de culpabilité, soit de devoir. Le culte capitaliste initie un mouvement irréversible d'accroissement de la culpabilité, en accusant Dieu lui-même, et conduisant au désespoir et à la destruction du monde. Benjamin critique Friedrich Nietzsche, Karl Marx et Sigmund Freud pour avoir reproduit cette logique du mouvement du capitalisme, sans la surmonter. De son texte ne ressort pas clairement si l'auteur suppose la possibilité de surmonter le capitalisme et de sortir tout à fait du système de la culpabilité qui y est lié.
Selon Michael Löwy le texte de Walter Benjamin est particulièrement obscur et comme son auteur ne le destinait pas à la publication, il n'y avait pas de nécessité de le rendre lisible et compréhensible. Il est par contre d'un étonnante actualité en ce qui concerne les points les plus clairs de sa conception.

## Sources

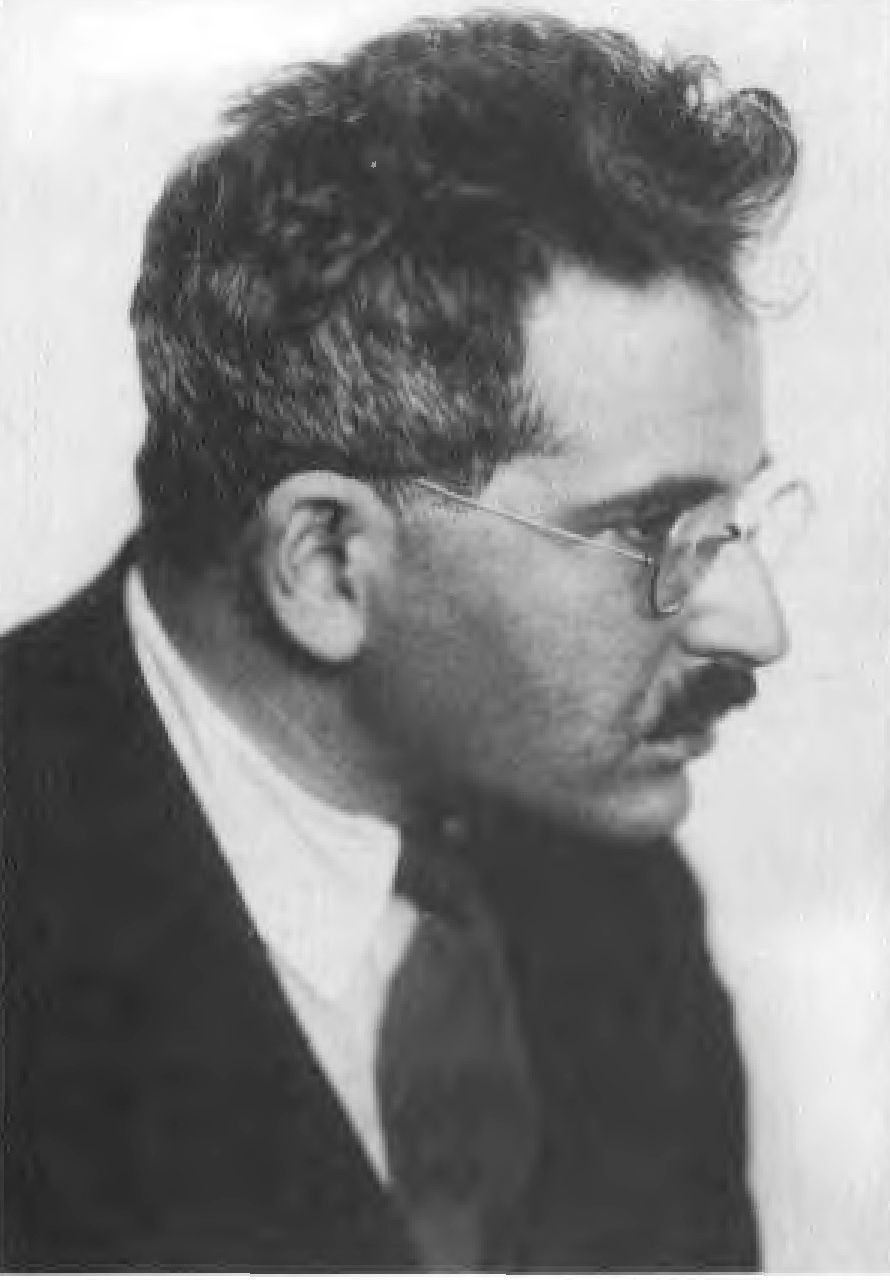
Walter Benjamin (1892–1940) 1929 © Charlotte Joel

Le titre du fragment est emprunté à l'ouvrage d'Ernst Bloch Thomas Münzer, théologien de la Révolution publié en 1921. Bloch voit dans la doctrine de Calvin  
une manipulation qui va détruire le christianisme et introduire le capitalisme élevé au rang de religion et devenu l'Église de Mammon, celle de la richesse matérielle érigée en divinité . Benjamin ne partageait toutefois pas cette thèse de la trahison du véritable esprit du christianisme par le calvinisme .

## Une religion
Le texte de Benjamin commence par l'affirmation suivant laquelle le capitalisme doit être considéré comme une religion, ayant pour objectif d'apaiser l'homme « des soucis, des tourments, de l'angoisse » (allemand : Sorgen, Qualen, Unruhen), et de remplacer les réponses données précédemment par ce que l'on appelle les religions. Quelles sont ces inquiétudes ? La peur du manque, la peur de la mort, le sens de la vie . Benjamin refuse de démontrer sa thèse et mentionne la présentation de Max Weber du capitalisme comme formation conditionnée par la religion. Donner une preuve que le capitalisme est une formation conditionnée par la religion  conduirait « par des chemins détournés à une polémique universelle démesurée » ; outre le fait que nous ne pouvons pas « resserrer le filet dans lequel nous sommes pris ». Benjamin ajoute que le moment viendra où cette question pourra être examinée. Sous une autre forme plus atténuée il revient dans son texte sur l'idée de Weber suivant laquelle le christianisme n'a pas favorisé l'avènement du capitalisme, mais qu'il s'est transformé en capitalisme. Benjamin distingue quatre traits du capitalisme en tant que religion.

### Premier trait: religion du culte
Premièrement, le capitalisme apparaît comme « une pure religion du culte », probablement la plus radicale qui ait jamais existé. Rien en lui n'a de signification qui ne soit directement en rapport avec le culte. Le capitalisme ne demande pas l'adhésion à un crédo ou à une théologie. Ce qui compte ce sont les actions du culte. On peut y voir un panthéisme libre et sans dogme. Les dogmes sont indispensables à la solidarité et à la protection des pauvres et il n'y en a pas et le capitalisme est donc la pierre angulaire des riches et de l'inégalités des chances qui découlent de son existence.
« Donc, les pratiques utilitaires du capitalisme – investissement du capital, spéculations, opérations financières, manœuvres boursières, achat et vente de marchandises – sont l’équivalent d’un culte religieux ». Le culte ne possède pas de dogmatique ou de théologie propre.
Benjamin compare cette religion capitaliste avec le paganisme qui lui aussi n'a pas de préoccupation transcendante.
Pourquoi assimiler les pratiques économiques à un culte ? Benjamin considère que certaines divinités du capitalisme font l'objet d'un culte. Par exemple les images des billets de banque sont comparables aux saint des religions ordinaires. Mais le papier-monnaie n'est qu'une des manifestations de la divinité fondamentale dans le système capitaliste ; l'argent, le dieu de la richesse Mammon. Dans la bibliographie du  fragment de Benjamin  se trouve l'ouvrage Aufruf zum Sacialismus du penseur anarchiste juif-allemand Gustav Landauer, publié en 1919 dans lequel on trouve ce texte :

« L'argent est artificiel et il est vivant, l'argent produit de l'argent et encore de l'argent, l'argent a toute la puissance du monde. Qui est-ce qui ne voit pas, qui ne voit pas encore aujourd'hui, que l'argent, que le Dieu n'est pas autre chose qu'un esprit issu des êtres humains, un esprit devenu une chose (Ding) vivante, un monstre (Unding) et qu'il est le sens (Sinn) devenu fou (Unsinn) de notre vie? L'argent ne crée pas de richesse, il est la richesse; il est la richesse en soi  »

.

### Deuxième trait: durée permanente du culte
Deuxièmement, le culte capitaliste n'est jamais interrompu et se poursuit de manière permanente « sans trêve et sans merci », et aussi bien les jours de la semaine que les jours fériés disparaissent entraînant une « tension extrême du zèle ». Les capitalistes ont aboli la plupart des jours fériés considérés comme des stimulants de l'oisiveté. Les vacances sont consacrées à la frénésie du tourisme marchand qui pousse à dépenser les économies réalisées pendant l'année de travail. Chaque jour voit se déployer la pompe sacrée, c'est-à-dire les rituels de la Bourse ou de l'Usine et l'étourdissement permanent par la consommation. Les adorateurs y  suivent avec angoisse la montée et la chute des actions et de la production. Les consommateurs sont aliénés et perdent leur sens critique. Il est probable que Benjamin se soit inspiré des analyses de l'éthique protestante et des règles méthodiques de comportement et de contrôle de vie qui s'exprime notamment par la valorisation religieuse du travail professionnel exercé continuellement. Le capitalisme est un système dynamique en expansion permanente, impossible à arrêter et auquel on ne peut échapper

### Troisième trait: caractère culpabilisant de la religion
Troisièmement, le culte donne la culpabilité et c'est pourquoi il s'agit probablement du premier culte qui n'est pas expiatoire (entsühnend) mais culpabilisant. Les pauvres, les chômeurs, ceux qui ne sont rien sont pointés du doigt pour les culpabiliser. La publicité suscite une éternelle frustration. La mode suscite une dimension stigmatisante pour ceux qui ne peuvent la suivre faute de moyens. Michael Löwy se pose la question de savoir quel culte serait expiatoire et opposé à l'esprit de la religion du capitalisme. Il se pourrait, écrit Löwy, qu'il s'agisse du judaïsme. Le jour férié le plus important de cette religion étant le Yom Kippour ou Jour de Pardon ou de l'expiation.
Ensuite, observe Benjamin, le système religieux est précipité dans un  « mouvement  monstrueux », au sein du mouvement religieux du capitalisme, qui est la « conscience infinie de la culpabilité » qui se tourne vers le culte non pour trouver une expiation mais en vue de rendre la culpabilité universelle, de la faire entrer de force  dans les consciences. Les pauvres sont coupables parce qu'ils ont échoué à faire de l'argent et se sont endettés, puisque la réussite économique est signe d'élection de l'âme pour la religion calviniste. Benjamin cite Adam Müller pour remarquer que la dette est devenue d'autant plus universelle du fait qu'elle se transmet de génération en génération :

« Le malheur économique, qui dans les époques passées, était immédiatement porté (…) par la génération concernée et mourrait avec le décès de celle-ci, est actuellement, depuis que toute action et comportement s'exprime en or, dans des masses de dettes de plus en plus lourdes, qui pèsent sur la génération suivante »

,,.
Dieu est impliqué également dans cette culpabilité générale parce que si les pauvres sont exclus de la grâce c'est par la volonté de Dieu ou, suivant son équivalent en religion capitaliste, par la volonté des marchés. Dieu est inextricablement associé à la culpabilisation universelle.
Dans un effort pour arriver finalement à l'accusation de Dieu, le mouvement religieux du capitalisme atteint « le dernier état de désespoir mondial ». L'histoire inouïe, sans précédent du capitalisme réside en ce que la religion ne transforme plus l'être mais le réduit à l'état de ruine. Dieu a perdu sa transcendance, mais n'est pas mort, et « s'est plongé dans l'héritage humain »,.

### Quatrième trait: un dieu caché
Le Dieu de cette religion doit être caché dit Benjamin. Mais ce Dieu caché c'est l'homme lui-même. Par son orgueil et sa cupidité l'homme s'élève jusqu'à représenter le Surhomme. Le surhomme est le premier à entreprendre en parfaite connaissance de cause la réalisation de la religion capitaliste. La déïfication de soi rend superflue toute conversion ou expiation.

## Pourquoi le système capitaliste est-il producteur de désespoir?
Le capitalisme se définit comme la forme naturelle et nécessaire de l'économie moderne et n'admet aucune alternative. C'est un fatum inévitable et irrésistible ne présentant aucune issue .
Le capitalisme substitue l'être par l'avoir, les qualités humaines par des marchandises, les rapports humains par des rapports monétaires, les valeurs culturelles et morales par l'argent. Les qualités égoïstes et les vices tels que l'envie, la cupidité et l'orgueil ne doivent plus être expiés et servent à faire progresser le capitalisme.
L'endettement des humains envers le capital est perpétuel et croissant. Aucun espoir n'est permis, le capitalisme devant croître et élargir son capital sous peine de disparaître.
Le seul salut réside dans l'expansion du capitalisme, dans l'accumulation de marchandises. Mais cela ne fait qu'aggraver le désespoir. Une réforme de la religion capitaliste est impossible pour Benjamin étant donné sa perversité sans faille. Benjamin cite à ce propos Gustav Landauer:

« Le Dieu (argent) est devenu si puissant et omnipotent, qu'on ne peut plus l'abolir par une simple restructuration, une réforme de l'économie de troc »

## Parasitage du christianisme
La capitalisme occidental étant un parasite du christianisme (et pas seulement du calvinisme), en fin de compte, l'histoire du christianisme est l'histoire du capitalisme ; le christianisme n'était pas une condition de l'émergence du capitalisme, mais il s'est transformé en lui à l'époque de la Réforme protestante. Benjamin compare sommairement l'iconographie des saints de différentes religions et les billets de banque de différents États. L'argent est l'objet d'un culte. Il écrit sur les « soucis » comme sur des maladies de l'âme du capitalisme. « Les soucis » sont apparus de l'horreur du « désespoir spirituel » et ont pris une ampleur sociale, qui est une indication sur les formes sociales de la conscience de la culpabilité. Les pauvres y sont coupables parce qu'ils sont endettés et incapable de faire de l'argent. Le pauvre est de ceux qui ne sont rien, il est damné dans le capitalisme et cette condamnation est la volonté de Dieu qui est associé au processus de culpabilisation universel. À la fin du texte, Benjamin affirme que le paganisme ancien percevait la religion comme quelque chose de pratique et d'immédiat, et pas quelque chose de moral et d'élevé ; dans l'incompréhension de sa nature idéale ou transcendantale, le paganisme est similaire au capitalisme,.

## Théologie de la libération
La comparaison des théologiens de la libération est intéressante à comparer avec le fragment  de Benjamin, remarque Michaël Löwy. Pour Hugo Assmann c'est dans la pratique dévotionnelle fétichiste quotidienne que se manifeste la religion du capitalisme. La théologie du marché, depuis Malthus est férocement sacrificielle ; elle exige des pauvres qu'ils sacrifient leur vie sur l'autel des idoles économiques. Le jeune théologien brésilien Jung Mo Sung développe une critique du système capitaliste international, dont les institutions telles que le FMI et la Banque mondiale condamnent par la logique implacable de la dette externe des millions de pauvres à se sacrifier pour le dieu du marché.